# Yama-uba
Yama-uba (山姥?), yamamba o yamanba sono i termini con cui si indica una yōkai del folklore giapponese. 
Yama-uba ha le sembianze di una mostruosa strega, con lunghi capelli spettinati e un kimono sporco e stracciato, che si nutre di carne umana. In una storia si narra di una madre incinta che, sulla strada per il suo villaggio, si trovò costretta a dare alla luce il figlio in una vecchia capanna sulle montagne, assistita da un'anziana donna del luogo che soltanto dopo scoprirà essere Yama-uba, la quale divorerà il piccolo appena nato. Secondo un'altra leggenda, la vecchia strega sarà colei che crescerà l'orfano Kintarō, eroe guerriero del folklore giapponese. Secondo altre leggende yama-uba viene descritta come una futakuchi-onna, ovvero una donna con una bocca sulla nuca nascosta dai capelli, oppure come una donna maledetta che ha come unica debolezza un fiore segreto che contiene la sua anima.
Yama-uba è la protagonista di un'opera teatrale nō dal titolo "Yama-uba, la dama delle montagne".
Si narra di questa figura anche in una fiaba della provincia di Echigo: "Il Mandriano e la Yamanba".